# Kazimierz Polański
Kazimierz Czesław Polański (ur. 6 kwietnia 1929 w Brzozdowcach, woj. lwowskie, zm. 7 lutego 2009 w Katowicach) – polski lingwista (językoznawca ogólny, slawista, anglista), profesor zwyczajny nauk humanistycznych, współtwórca polskiej teorii językoznawczej oraz współautor i redaktor fundamentalnych prac językoznawczych, m.in. Encyklopedii językoznawstwa ogólnego, Słownika syntaktyczno-generatywnego czasowników polskich. Łącznie był autorem 150 publikacji naukowych, w tym 11 książek.

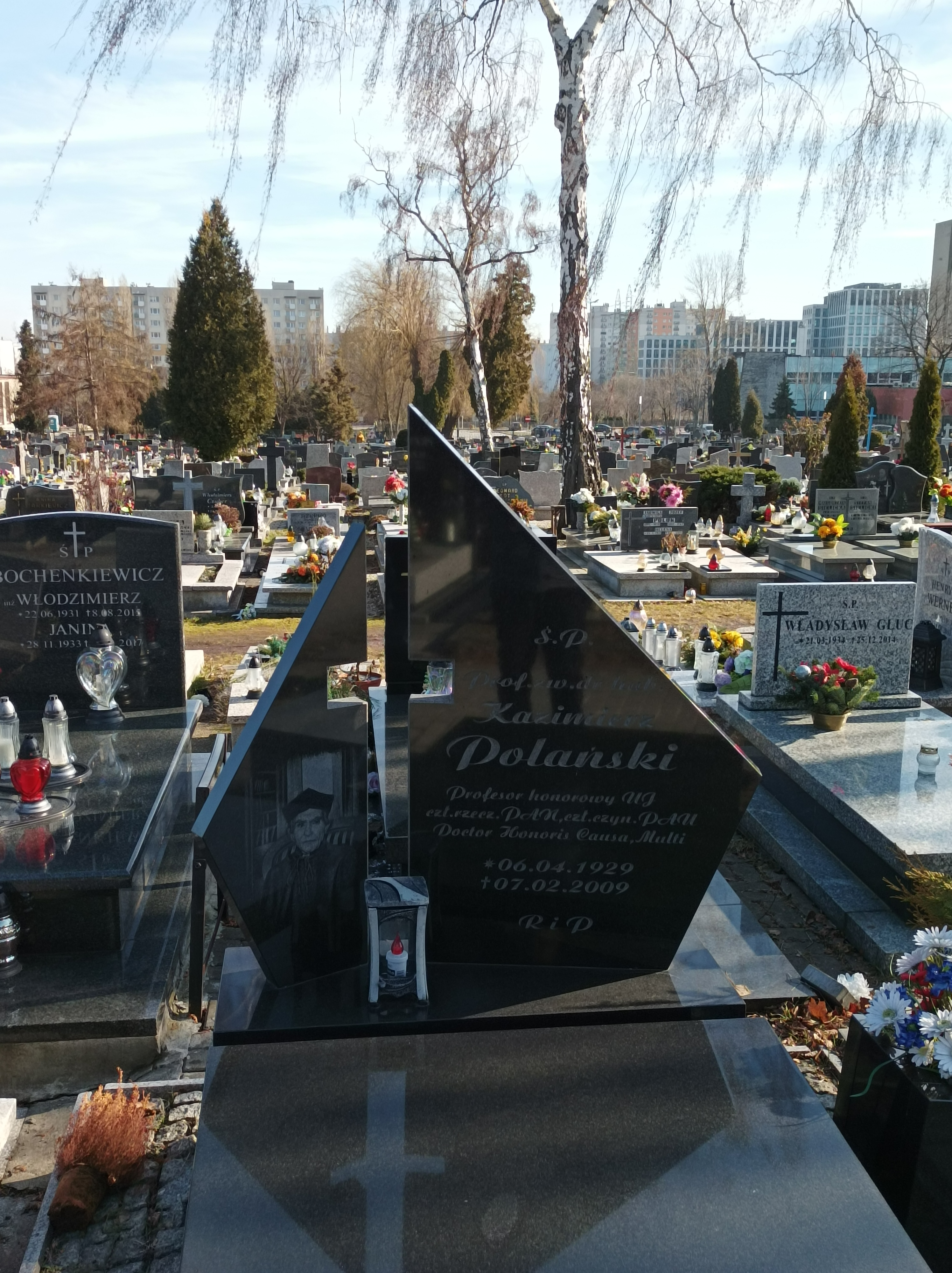
Grób prof. Kazimierza Polańskiego na cmentarzu przy ul. Sienkiewicza w Katowicach

## Życiorys
Starszy brat Edwarda, również językoznawcy. Członek rzeczywisty Polskiej Akademii Nauk (od 1998) i Polskiej Akademii Umiejętności (od 1993), doktor honoris causa Uniwersytetu Opolskiego (2003), Uniwersytetu Pedagogicznego im. Komisji Edukacji Narodowej w Krakowie (2004) oraz Uniwersytetu Śląskiego (2008), honorowy profesor Uniwersytetu Jagiellońskiego, członek prezydium i przewodniczący Komitetu Językoznawstwa PAN, członek Centralnej Komisji ds. Tytułu Naukowego i Stopni Naukowych przy Prezesie Rady Ministrów, polski delegat do Permanent International Committee of Linguists. Redaktor czasopism „Linguistica Silesiana” oraz „Biuletyn Polskiego Towarzystwa Językoznawczego” (od 1974).

## Publikacje
- Morfologia zapożyczeń niemieckich w języku połabskim (1962) – doktorat
- Słownik etymologiczny języka Drzewian połabskich (1962–1964)
- Składnia zdania złożonego w języku górnołużyckim (1967) – habilitacja
- Słownik terminologii językoznawczej
- Encyklopedia języka polskiego
- Encyklopedia językoznawstwa ogólnego[10]
- Gramatyka języka połabskiego (pod redakcją Jana Okuniewskiego) wydanie elektroniczne[11]